# Paracerceis caudata
Paracerceis caudata är en kräftdjursart som först beskrevs av Thomas Say 1818.  Paracerceis caudata ingår i släktet Paracerceis och familjen klotkräftor.
Artens utbredningsområde är Mexikanska golfen. Inga underarter finns listade i Catalogue of Life.